# Colur

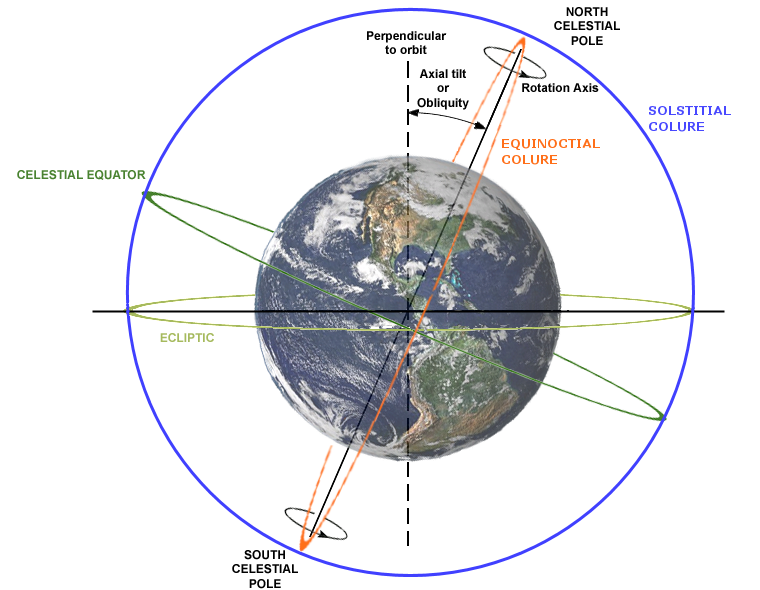
El colur equinoccial i el colur solsticial.

El colur és cadascun dels dos cercles màxims situats sobre l'esfera celeste que passen pels pols i tallen l'eclíptica als punts equinoccials (colur dels equinoccis) o als punts sosticials (colur dels solsticis).